# Schlesisches Bewährungsabzeichen

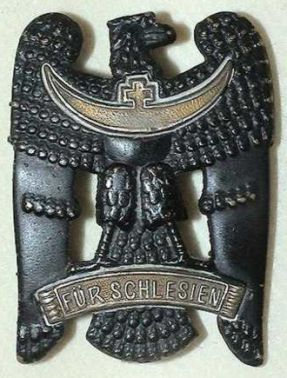
Schlesischer Adler 1. Stufe

Das Schlesische Bewährungsabzeichen, auch populär Schlesischer Adler genannt, war eine Freikorpsauszeichnung in der Zeit der Weimarer Republik. Es stellt, stilistisch verändert, den Wappenadler Schlesiens dar.

## Stiftung
Der Schlesische Adler wurde am 16. Juni 1919 vom Generalkommando VI. Armee-Korps für die Angehörigen des Grenzschutzes des VI. Armee-Korps, die in der Zeit der größten Not der Provinz zu den Waffen geeilt sind, als äußeres Zeichen der ehrenden Erinnerung und des vaterländischen Gemeinsinnes und für alle, die in den Jahren 1918 und 1919 sich als Kämpfer zur Verteidigung der heimatlichen Scholle zur Verfügung gestellt haben, in zwei Stufen gestiftet:
- II. Stufe nach vorbildlicher Dienstzeit nach drei Monaten im gleichen Truppenteil
- I. Stufe nach sechsmonatiger vorbildlicher Dienstzeit im Grenzschutz für Schlesien im gleichen Truppenteil.

Am 1. Juli 1921 stiftete Generalleutnant a. D. Karl Hoefer als Führer des Selbstschutz Oberschlesien im Einvernehmen mit der Befehlsstelle VI. in Oberglogau das Eichenlaub zum Schlesischen Adler. Außerdem wurden im gleichen Jahr auch die Schwerter eingeführt.

## Aussehen, Varianten, Trageweise
Das aus Eisen gefertigte Ordenszeichen zeigt einen aufrecht stehenden, nach rechts schauenden geschwärzten oder gebräunten Adler, der auf der Brust und den Flügel mit einem silbernen flachen, in der Höhlung mit einem Kreuz besetzten Halbmond belegt ist. In seinen Fängen trägt der Adler ein Band mit der Inschrift FÜR SCHLESIEN. Die nichtoffizielle emaillierte Fassung der Auszeichnung stammt aus 1921.
Die I. Stufe wurde als Steckabzeichen auf der linken Brustseite, die II. Stufe an einem senkrecht gelb-weiß-gelb gestreiften Band (den Farben Schlesiens) getragen.
Insgesamt gibt es zwei Stufen in jeweils vier Varianten (mit/ohne Eichenlaub, mit/ohne Schwertern).
Das Abzeichen mussten die Beliehenen selbst beschaffen, der Preis jeder Stufe betrug etwa 3,50 Mark. Die emaillierte Fassung war teurer.

## Verleihung
In Ausnahmefällen konnte die II. Stufe auch an Zivilpersonen verliehen werden, die sich um die Verteidigung Schlesiens verdient gemacht hatten.
Es war ursprünglich vorgesehen, die Verleihung mit dem durch den Versailler Vertrag vom 28. Juni 1919 bedingten Erlöschen des General-Kommandos VI. am 30. September 1919 einzustellen. Die nunmehrige Befehlsstelle VI. in Breslau setzte die Verleihungen aber fort. 
Am 13. Januar 1920 wurde von Kommandierenden General des VI. Armee-Korps Generalleutnant Friedrich von Friedeburg (1866–1933) als Schlusstermin für die Verleihungen der 1. Februar 1920 festgesetzt.
Nach der für Polen verlorenen Volksabstimmung in Oberschlesien am 20. März 1921 und der Aufstellung des Selbstschutzes Oberschlesien im Frühjahr 1921 flammten die Kampfhandlungen mit dem Ausbruch des 3. Polnischen Aufstandes am 3. Mai 1921 wieder auf. So entstand der Bedarf, das Schlesische Bewährungsabzeichen wieder zu verleihen. Ausschlaggebend für die folgenden Verleihungen war allerdings nicht mehr die zeitlich festgelegte Dienstzeit, sondern die kämpferische Leistung. Da bereits eine ganze Reihe von Angehörigen der Truppe die Auszeichnung schon früher erhalten hatten, wurden nun der Adler mit Eichenlaub verliehen.

## Offizielle Anerkennung, Tragbarkeit
Erst am 15. Mai 1934 wurde der Schlesische Adler in der Form der ursprünglichen Stiftung, also ohne Eichenlaub und Schwerter, durch den § 5 Abs. 1 b) im Ergänzungsgesetz (RGBl. I, Nr. 52 v. 16. Mai 1934, S. 379) zum Gesetz über Titel, Orden & Ehrenzeichen offiziell als staatliche Auszeichnung anerkannt. Auch in der Bundesrepublik Deutschland darf die Auszeichnung gemäß § 6 Abs. 1 Nr. 1 des Gesetzes über Titel, Orden und Ehrenzeichen vom 26. Juli 1957 (BGBl. I, Nr. 37 v. 5. August 1957, S. 844–847) getragen werden.